# Zaccai Curtis

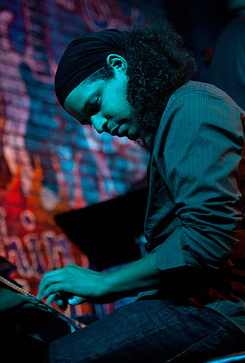
Zaccai Curtis 2014

Zaccai Curtis (* 25. Dezember 1981) ist ein US-amerikanischer Musiker (Piano, Keyboards, Komposition) des Latin- und Modern Jazz. 2025 gewann er einen Grammy für sein Album Cubop Lives!.

## Leben und Wirken
Curtis studierte am New England Conservatory. Ab 2005 lebte er in New York, wo er seitdem mit Musikern wie Ralph Peterson, Bill Saxton, Will Calhoun, Christian Scott, Brian Lynchs Afro Cuban Jazz Orchestra, Sean Jones, Ray Vega, Antoine Roney, Cindy Blackman, Steve Hall, Jimmy Greene, Jerry Gonzalez, Papo Vasquez, Kendrick Oliver, Orrin Evans’ Captain Black Big Band, Matt Garrison (Familiar Places) und Donald Harrison (The Survivor, 2004) arbeitete.
Zaccai leitet des Weiteren die Latin-Jazz-Band Insight, mit der er das Album Genesis vorlegte; außerdem komponierte er für sein eigenes Trio, Werke für Solo-Piano, Big-Band, Orchester und kleinere Ensembles mit Streichern. 2001 erhielt er den Auftrag, ein Arrangement von Rimski-Korsakows Capriccio Espagnol mit seiner Band Insight und dem Hartford Symphony Chamber Orchestra aufzuführen. 2011 nahm er mit seinem Bruder Luques (The Curtis Brothers) das Album Completion of Proof auf.
2003–06 war er unter den Siegern der ASCAP Young Jazz Composer’s Competition. 2006 erhielten Curtis und drei seiner Bandmitglieder Gelegenheit, im Auftrag des State Department im Rahmen des Jazz Ambassadors Programm zu touren. 2007 erhielt er den Connecticut Commission on Culture and Tourism’s Artist Fellowship.
Im Bereich des Jazz war er zwischen 2004 und 2016 an 18 Aufnahmesessions beteiligt. Beim Down Beat Critics Poll 2020 wurde er Sieger in der Kategorie Keyboard/Rising Star.
Curtis veröffentlichte 2024 sein Album Cubop Lives! Dafür wurde er im darauf folgenden Jahr mit einem Grammy Award in der Kategorie bestes Latin-Jazz-Album ausgezeichnet.

## Diskographische Hinweise
- Blood, Spirit, Land, Water, Freedom (2010)
- Completion of Proof (2011), u. a. mit Brian Lynch, Donald Harrison, Joe Ford, Jimmy Greene, Luques Curtis, Ralph Peterson
- Nuestro Tango (2013)
- Ralph Peterson · Luques Curtis · Zaccai Curtis: Triangular III (Onyx Music, 2016)
- B. J. Jansen, Delfeayo Marsalis, Ralph Peterson, Duane Eubanks, Dezron Douglas, Zaccai Curtis: Common Ground (RoninJazz, 2017)
- Cubop Lives! (2024)